# Гончарук Владислав Володимирович
Гончарук Владислав Володимирович (нар. 20 жовтня 1941, Ташкент) — український учений у галузі хімії, фізики, біології і технології води, фізичної хімії, хімічної кінетики та каталізу, колоїдної хімії.
Академік Національної академії наук України (1997), заслужений діяч науки і техніки України (1998), лауреат Державної премії України в галузі науки і техніки (2003).

## Біографія
Після закінчення Київського державного університету ім. Т. Шевченка (1965) працював в Інституті фізичної хімії АН УРСР (з 1966 р.), а з 1971 р. — в Інституті колоїдної хімії та хімії води ім. А. В. Думанського, де пройшов шлях від молодшого наукового співробітника до директора інституту (1988).
З 1998 року — академік-секретар і член Президії НАН України.
Створив і розвинув новий напрям у галузі хімії і технології водоочищення — каталітичне і фотокаталітичне знешкодження токсичних домішок у природних та стічних водах. Наукові приорітети — розв'язання проблем водно-екологічного напряму. Розробив і запропонував концепцію поліпшення питного водопостачання населення України. Під час виконання Державної науково-технічної програми «Питна вода», керівником якої він є, було одержано важливі результати для створення нових підходів удосконалення питного водопостачання різних регіонів України, технології очищення природних і стічних вод.
Під його керівництвом розроблено технології та нові конструкції обладнання для водоочищення, водопідготування і знезараження питної води, наприклад, установки колективного та індивідуального користування для одержання високоякісної питної води, озонатори, хлоратори, іонатори. Ними вже користуються в різних місцях України, зокрема у Харкові, Миколаєві, Херсоні, Києві тощо.
|                                                                      | У жодній країні немає державних стандартів, які б визначали якість води за параметрами, розробленими в Україні. Не хочу здатися пишномовним, але це справді революційний підхід. |
| — В.В.Гончарук, газета «Дзеркало тижня. Україна» №31, 27 серпня 2010 | |

Брав активну участь у ліквідації наслідків катастрофи на Чорнобильській АЕС, очолював оперативну групу при Президії НАН України з дезактивації та був начальником штабу НАН України у м. Чорнобиль. За розроблення технологій з питань дезактивації техніки, ґрунту, живих істот тощо (захищених 12 авторськими свідоцтвами) його нагороджено Почесною Грамотою Президії Верховної Ради УРСР.
Автор понад 350 статей, 5 монографій, володар 40 патентів та авторських свідоцтв на винаходи.
Член Координаційної ради з охорони навколишнього середовища при Міністерстві освіти і науки України, головний редактор журналу «Химия и технология воды», член редколегій журналів «Вісник НАН України», «Доповіді НАН України», «Теоретическая и экспериментальная химия», «Украинский химический журнал», «Химия в интересах устойчивого развития».
Член Координаційної ради з пріоритетних напрямів розвитку науки і техніки (секція Охорона навколишнього середовища)
Член Комітету з Державних премій України в галузі науки і техніки
У 2020 році був одним з п'яти кандидатів на посаду Президента НАН України, проте програв, набравши 3 голоси із 634.

## Наукова діяльність
Гончарук Владислав Володимирович опублікував понад 450 наукових праць, він є членом багатьох міжнародних наукових центрів. Серед основних напрямків діяльності Інституту колоїдної хімії і хімії води імені А. В. Думанського, керівником якого, в 1988 році було обрано В. В. Гончарука — негайне впровадження комплексу економічних, юридичних та науково-технічних заходів для захисту водного басейну; приорітетне використання артезіанських вод виключно для пиття; підвищення ефективності існуючих технологій водопідготовки, розроблення й впровадження принципово нових технологій на основі новітніх досягнень науки і техніки; створення ефективних водоочисних агрегатів індивідуального та групового призначення, систем і апаратів очищення води для сільського населення. Як зазначає у своїй книжці Вчені України: 100 виднаних імен [Архівовано 14 січня 2017 у Wayback Machine.] історик Ігор Шаров, понад 20 років в інституті під керівництвом В. В. Гончарука розробляються наукові основи передбачення каталітичної дії гомогенних і гетерогенних каталізаторів (паро- та рідиннофазних) стосовно процесів кислотно-лужного та окислювально-відновлювального типу, а також добору каталізаторів для очищення промислових стічних вод від шкідливих органічних та неорганічних домішок. Розгортаються дослідження в галузі каталітичного, фото- та електрокаталітичного окислення органічних та неорганічних домішок у воді.
В. В. Гончарук знаходить час для вивчення історії розвитку хімічних наук у НАН України. В одній з його публікцій читаємо: «З великим задоволенням хочу зазначити, що саме в Україні у 30-х роках зародився принципово новий напрям у світовій науці — хімія і технологія води, фундатором якої був видатний хімік академік Л. А. Кульський. Адже нині світ реально усвідомив виняткову важливість для збереження людської цивілізації розв'язання проблеми якості води. Характерною рисою сьогодення є широка інтеграція хімічних досліджень із суміжними науками: медициною, фармакологією, фізикою, математикою, біологією, аграрними науками, матеріаознавством. Я впевнений, що нові, яскраві результати такої інтеграції не забаряться», — цитату взято з книжки Вчені України: 100 виднаних імен [Архівовано 14 січня 2017 у Wayback Machine.].

## Антинаукові погляди
У 2020 році був оголошений конкурс на посаду президента Національної академії Наук України, де Гончарук був одним з п'яти претендентів.
У вересні Гончарук дав велике інтерв'ю виданню «Граніт науки» (зареєстроване у Латвії, пише про українську науку російською), у якому озвучив свої погляди, зокрема:
- справжній вік Землі 15 тисяч років, «як написано в Біблії»;
- піраміди побудував Бог під час Великого потопу в девʼятому тисячолітті;
- життя на Землі народилося за сім днів;
- кінець світу настане через 900 років;
- формула Ейнштейна неправильна;
- дельфіни керують людьми за допомогою ультразвуку та мають однаковий з людьми інтелект.

Інтерв'ю викликало обурення у наукової громадськості та науковців НАН України, які написали відкрите звернення, у якому охарактеризували висловлювання Гончарука як антинаукові та псевдонаукові.
В інтерв'ю програмі «Вікна-новини» телеканалу СТБ науковець також заперечив існування голодомору та висловив бажання розвитку української науки за радянським, а не американським сценарієм.

## Стан у НАН України
Академік НАН України за спеціальністю: хімія, дата обрання: 04.12.1997
- Академік-секретар Відділення хімії
- Член Президії НАН України
- Директор Інституту колоїдної хімії та хімії води ім. А. В. Думанського
- Генеральний директор Міжнародного центру дослідження води Організації Чорноморського економічного співробітництва
- Генеральний директор Українського сателітного центру Інституту рідких та розсіяних елементів при ЮНЕСКО на базі ІКХХВ ім. А. В. Думанського
- Керівник науково-дослідних та дослідно-конструкторських робіт:
  - Розробка фундаментальних основ технології окисної каталітичної очистки стічних вод від органічних екотоксикантів
  - Розвиток фундаментальних основ розробки нових нано-фотокаталізаторів та вивчення впливу кластерно-структурних особливостей середовища в процесах очищення води

## Вибрані публікації
- Знесолена вода і життєдіяльність організмів / В. Гончарук, В. Архипчук // Вісник НАН України. — 2002. — N 9. — С. 45-48. — Бібліогр.: 16 назв.
- Комплексна оцінка якості фасованих вод / В. Гончарук, В. Архипчук, Г. Терлецька, Г. Корчак // Вісник НАН України. — 2005. — N 3. — С. 47-58. — Бібліогр.: 11 назв.
- Мікроміцети в питній воді (Дослідження нового компонента гідробіоценозів і оцінювання його небезпечності для здоров'я населення України) / В. Гончарук, О. Савлук, М. Саприкіна, Руденко А., Е. Коваль // Вісник НАН України. — 2007. — N 12. — С. 47-58. — Бібліогр.: 15 назв.

## Вибрані патенти
- Спосіб визначення структурного стану води. Винахід стосується дослідженню структурного стану рідких середовищ, зокрема — визначення гігантських гетерофазних кластерів води (ГГКВ), і може бути використаний для визначення істинності рідких ліків у фармакологічній промисловості, рідких водомістких продуктів (мінеральних столових вод, безалкогольних та алкогольних напоїв) в харчовій промисловості, а також для аналізу полегшеної за дейтерієм води в енергетиці
- Пристрій для визначення фальсифікату рідких продуктів. Винахід стосується галузі дослідження речовин за допомогою оптичних засобів і може бути використаний у розрізненні істинного розчину та його фальсифікату
- Спосіб діагностики стану організму людини і спосіб підготовки препарату рідини для його здійснення
- Фосфатований кристалічний оксид алюмінії і спосіб його отримання. Винахід стосується хімічного матеріалознавства, зокрема — отриманню фосфатованого кристалічного оксиду алюмінію багатофункціонального призначення
- Спосіб отримання питної води. Винахід стосується обробки води, промислових і побутових стічних вод, зокрема до багатостадійної обробки води, і може бути застосований для підготовки питної води шляхом очищення природних, поверхневих і підземних вод
- Пристрій для очищення води. Винахід стосується обробки води, зокрема, винахід пропонує пристрій для очищення води методом флотації, і який можна застосовувати для очищення від поверхнево-активних речовин (ПАР), природних, а також вод підприємств хімічної, харчової, текстильної та ін.
- Установка для очищення води озоном. Винахід належить до сфери обробки води, зокрема, до установок для очищення води з використанням процесів сорбції та окислення, і може бути застосованим для додаткового очищення води, що використовується для пиття і приготування їжі

## Нагороди
- Державна премія України в галузі науки і техніки — за цикл наукових праць «Каталіз. Кластерні підходи, механізми гетерогенного та гомогенного каталізу»[14]
- Премія НАН України імені Л. В. Писаржевського
- Премія НАН України імені О. І. Бродського
- Орден «За заслуги» III ступеня — за мужність, самовідданість, високий професіоналізм, виявлені під час ліквідації наслідків Чорнобильської катастрофи, вагомі трудові досягнення у реалізації важливих соціальних та природоохоронних державних програм[15]
- Відзнака НАН України «За наукові досягнення»
- Заслужений діяч науки і техніки України — за вагомий особистий внесок у розвиток наукових досліджень, зміцнення науково-технічного потенціалу України та з нагоди 80-річчя Національної академії наук України[16]
- Премія Кабінету Міністрів України за розроблення і впровадження інноваційних технологій — за роботу «Розробка і впровадження новітніх технологій та устаткування для отримання високоякісної питної води» (у співавторстві)[17]